# Andrew Weibrecht
Andrew Weibrecht (Saranac Lake, 10 febbraio 1986) è un ex sciatore alpino statunitense specialista delle gare veloci, vincitore di due medaglie olimpiche e di una Nor-Am Cup.

## Biografia

### Stagioni 2001-2006
Weibrecht, originario di Lake Placid, si è messo in luce nel 2001 vincendo la medaglia d'oro nello slalom gigante al Trofeo Topolino e ha debuttato in gare FIS il 17 dicembre dello stesso anno a Sunday River, classificandosi 39º in slalom speciale. Nella stessa località il 27 febbraio 2002 ha esordito in Nor-Am Cup, arrivando 33º in slalom gigante, mentre in Coppa Europa la sua prima gara è stata il supergigante di Bad Kleinkirchheim dell'11 gennaio 2005, che non ha completato.
Il 15 febbraio 2006 ha colto a Big Mountain il suo primo podio in Nor-Am Cup (3º in supergigante), mentre nel marzo dello stesso anno si è aggiudicato la medaglia di bronzo in supergigante ai Mondiali juniores del Québec. Il 30 novembre successivo ha fatto il suo esordio in Coppa del Mondo partecipando alla supercombinata di Beaver Creek, senza completarla.

### Stagioni 2007-2009
Il 13 dicembre 2006 a Panorama ha vinto la sua prima gara di Nor-Am Cup, una supercombinata; a fine stagione di è aggiudicato sia il trofeo generale, sia la classifica di combinata. Il 29 novembre 2007 è andato per la prima volta a punti in Coppa del Mondo, con il 14º posto ottenuto a Beaver Creek in supercombinata, e il giorno seguente è entrato per la prima volta nei primi dieci, piazzandosi 10º in discesa libera.
Il 19 gennaio 2008 a Crans-Montana in supergigante è salito per la prima volta sul podio in Coppa Europa (3º) e il 12 marzo successivo ha colto la sua ultima vittoria, nonché ultimo podio, in Nor-Am Cup, nel supergigante di Whiteface Mountain. Nel 2009 è stato convocato per i  suoi primi Campionati mondiali: nella rassegna iridata di Val-d'Isère ha concluso la prova di supergigante con il 39º tempo e non ha completato né la discesa libera né supercombinata.

### Stagioni 2010-2015

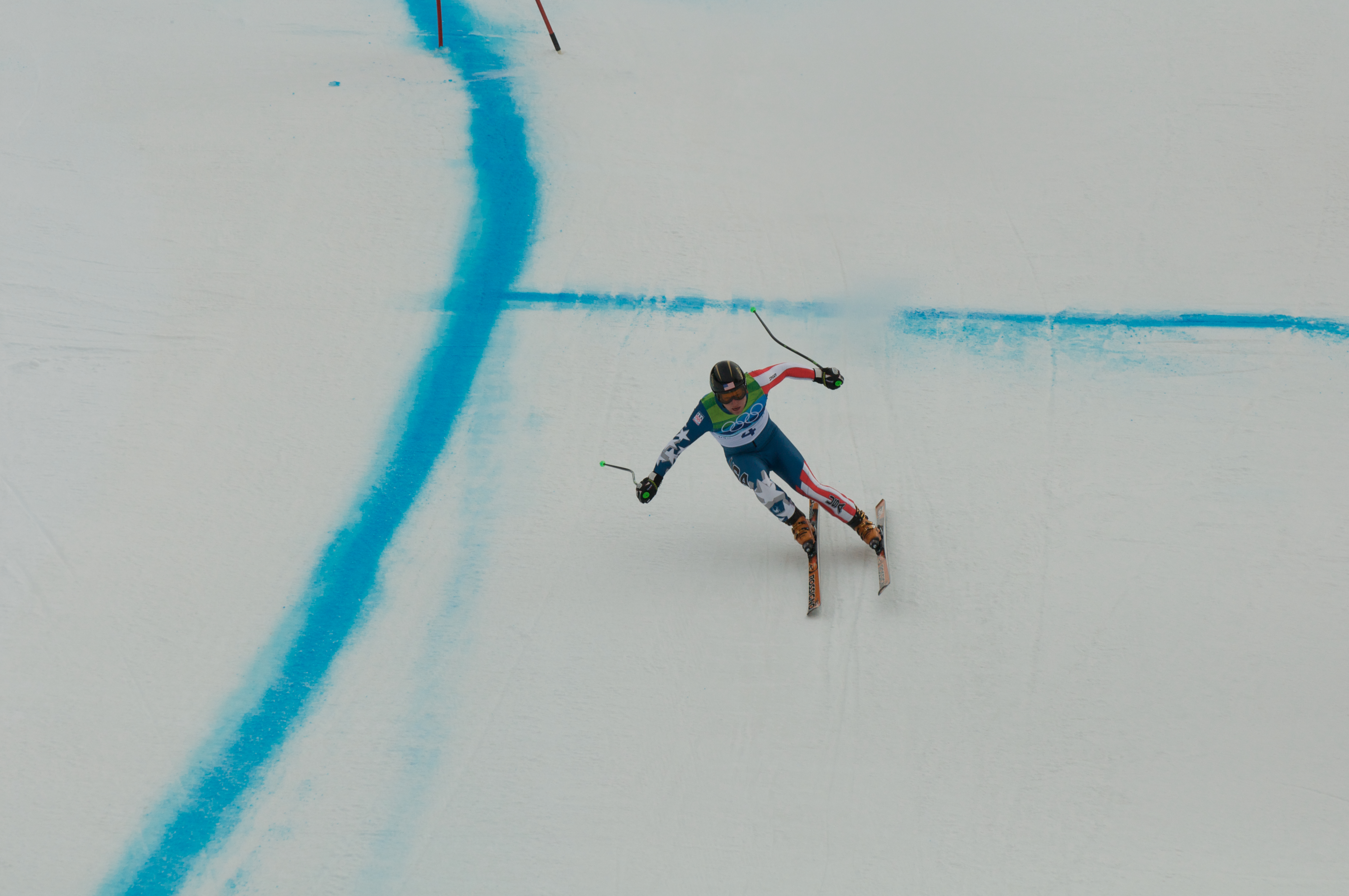
Andrew Weibrecht in gara ai XXI Giochi olimpici invernali di

Ha fatto parte della squadra statunitense ai XXI Giochi olimpici invernali di Vancouver 2010: 21º nella discesa libera, Weibrecht pochi giorni dopo ha conquistato la medaglia di bronzo nel supergigante, giungendo alle spalle di Aksel Lund Svindal e Bode Miller; si è inoltre classificato 11° nella supercombinata.
Dopo aver disputato i Mondiali di Schladming 2013 (22º nella discesa libera, non ha concluso il supergigante), l'anno dopo ha preso parte ai XXII Giochi olimpici invernali di Soči 2014: il 16 febbraio ha vinto la medaglia d'argento nel supergigante nella gara vinta dal norvegese Kjetil Jansrud; non ha invece concluso la supercombinata. Ai Mondiali di Vail/Beaver Creek 2015 è stato 9º nella discesa libera, 20º nel supergigante e 22º nella combinata.

### Stagioni 2016-2018
Nella stagione 2015-2016 ha ottenuto i suoi due podi in Coppa del Mondo, il primo il 5 dicembre nel supergigante disputato sull'impegnativa pista Birds of Prey di Beaver Creek (3º), il secondo il 22 gennaio nel supergigante della Streifalm di Kitzbühel (2º); ai Mondiali di Sankt Moritz 2017, sua ultima presenza iridata, non ha completato il supergigante.
Anche ai XXIII Giochi olimpici invernali di Pyeongchang 2018, suo congedo olimpico, non ha completato il supergigante; si è ritirato al termine di quella stessa stagione 2017-2018 e la sua ultima gara è stata il supergigante di Coppa del Mondo disputato l'11 marzo a Kvitfjell, chiuso da Weibrecht al 38º posto.

## Palmarès

### Olimpiadi
- 2 medaglie:
  - 1 argento (supergigante a Soči 2014)
  - 1 bronzo (supergigante a Vancouver 2010)

### Mondiali juniores
- 1 medaglia:
  - 1 bronzo (supergigante a Québec 2006)

### Coppa del Mondo
- Miglior piazzamento in classifica generale: 22º nel 2016
- 2 podi:
  - 1 secondo posto
  - 1 terzo posto

### Coppa Europa
- Miglior piazzamento in classifica generale: 61º nel 2015
- 3 podi:
  - 1 secondo posto
  - 2 terzi posti

### Nor-Am Cup
- Vincitore della Nor-Am Cup nel 2007
- Vincitore della classifica di combinata nel 2007
- 13 podi:
  - 4 vittorie
  - 4 secondi posti
  - 5 terzi posti

#### Nor-Am Cup - vittorie
| Data             | Località           | Paese       | Specialità |
| ---------------- | ------------------ | ----------- | ---------- |
| 13 dicembre 2006 | Panorama           | Canada      | SG         |
| 13 dicembre 2006 | Panorama           | Canada      | SC         |
| 6 febbraio 2007  | Apex               | Canada      | SC         |
| 12 marzo 2008    | Whiteface Mountain | Stati Uniti | SG         |

Legenda:

GS = slalom gigante

SC = supercombinata

### Campionati statunitensi
- 2 medaglie[2]:
  - 1 argento (discesa libera nel 2008)
  - 1 bronzo (slalom speciale nel 2005)